# Juvignac

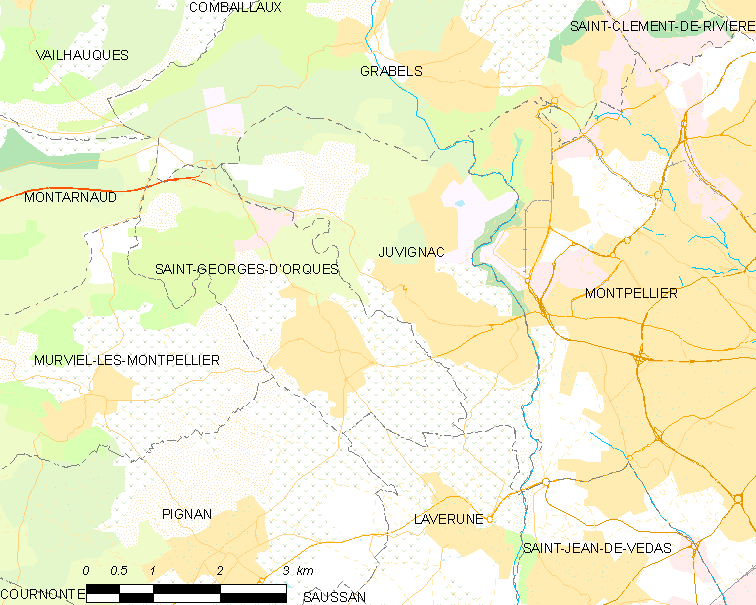
Mapa

 Juvignac  (en occitano Juvinhac) es una población y comuna francesa, situada en la región de Occitania, departamento de Hérault, en el distrito de Montpellier y cantón de Lattes.

## Demografía
| 182 | 398 | 2653 | 3488 | 4221 | 5592 | 8755 |
| Para los censos de 1962 a 1999 la población legal corresponde a la población sin duplicidades (Fuente: INSEE [Consultar]) |     |      |      |      |      |      |